# Mario Tontodonati
Mario Tontodonati (Scafa, 29 agosto 1922 – Fontecchio, 24 giugno 2009) è stato un calciatore italiano, di ruolo attaccante.
È stato uno dei calciatori abruzzesi più noti a livello nazionale negli anni quaranta e cinquanta e rimane ad oggi il miglior marcatore nella storia del Pescara, con 120 reti in 143 presenze.

## Caratteristiche tecniche
Impiegato come centravanti, o più raramente come ala, era veloce e opportunista; per la sua abilità nel colpo di testa e nel gioco acrobatico era soprannominato Testina d'oro.

## Carriera

### Giocatore
Iniziò l'attività agonistica in Serie C, militando nella SIME Popoli (poi chiamata Simaz e Dinasimaz), nel triennio 1937-1940.
Nella stagione 1940-1941, a 19 anni, venne acquistato dal Pescara: inserito in una squadra composta quasi esclusivamente da pescaresi, e per questo detta Strapaesana, vinse il campionato di Serie C del quale fu capocannoniere con 23 reti, sotto la guida di Mario Pizziolo. L'anno successivo gli abruzzesi sfiorarono la promozione in Serie A, e Tontodonati realizzò altre 12 reti.
Nel 1946 il Pescara lo cedette al Bari dove rimase per due anni, segnando complessivamente 16 reti in 77 presenze in Serie A. Rilevato dall'Inter insieme al compagno di squadra Tommaso Maestrelli, furono entrambi ceduti alla Roma di Fulvio Bernardini nell'ambito del trasferimento di Amedeo Amadei all'Inter: con i capitolini totalizzò 28 reti in 3 stagioni, sostituendo il Fornaretto al centro dell'attacco romanista nonostante un certo scetticismo dell'ambiente. Sul finire della sua ultima stagione viene posto fuori rosa insieme ad altri tre compagni di squadra, a causa di presunte frequentazioni giudicate inopportune dalla dirigenza romanista.
Dopo la retrocessione del 1951 fu ceduto insieme a Maestrelli alla Lucchese, in comproprietà; nella formazione toscana realizzò 7 reti, senza evitare la retrocessione tra i cadetti. Nell'autunno 1952 fu acquistato dal Torino, dove disputò una stagione da riserva, e nel novembre 1953 ritornò al Pescara: la tifoseria e il quotidiano Mattino d'Abruzzo lanciarono una sottoscrizione per raccogliere i fondi per l'acquisto, e il giocatore stesso pagò di tasca sua la differenza dovuta al Torino. Con il Pescara disputò sei stagioni tra IV Serie e Serie C, chiudendo la carriera nel 1959 nel doppio ruolo di capitano e allenatore (svolgeva il ruolo di assistente già da diverse stagioni, giocando poche partite). Con 120 reti realizzate in maglia biancoazzurra, si trova ancora oggi in cima alla classifica dei cannonieri del club abruzzese.
Ha totalizzato 51 reti in 206 presenze nella Serie A a girone unico.

### Allenatore
Allena a più riprese il Pescara, sempre nelle serie minori, come assistente di Aurelio Marchese e Ljubo Benčić, e in seguito guida il Giulianova, l'Angolana e la rappresentativa regionale abruzzese nel Trofeo delle Regioni 1971. Tra il 1978 e il 1980 è tornato al Pescara, come responsabile del settore giovanile e poi come vice di Gustavo Giagnoni, sostituendolo in occasione di una squalifica nella partita disputata contro la Roma. Nel corso della stagione fu anche allenatore ad interim, dopo l'esonero di Giagnoni.

## Palmarès

### Club
- Campionato italiano Serie C: 1

Pescara: 1940-1941

### Individuale
- Capocannoniere della Serie C: 1

1940-1941 (23 gol)